# Cullen Loeffler
Cullen Loeffler (* 27. Januar 1981 in Washington, D.C.) ist ein ehemaliger US-amerikanischer American-Football-Spieler auf der Position des Long Snappers. Er spielte bei den Minnesota Vikings in der National Football League (NFL).

## Karriere

### College
Loeffler, Sohn des republikanischen Kongressabgeordneten Tom Loeffler, kam mit ausgezeichneten schulischen und sportlichen Leistungen an die University of Texas. Zu Beginn seiner Karriere bei den Longhorns wurde er nur als Tight End eingesetzt. Erst im Jahr darauf kam er als Long Snapper zum Einsatz.

### NFL
Die Minnesota Vikings verpflichteten den damals 23-jährigen Cullen Loeffler 2004 als Free Agent. Er übernahm direkt die Rolle des Long Snappers. Loeffler spielte bei vier der fünf längsten Field Goals seines Teams den Snap.